# Гоббан-строитель
Гоббан-строитель, Гоб-строитель, Гоб-ан-Шор (Gobban Saer, Goban Saor), всенародно именуемый святым, — древнеирландский мастер-строитель VI—VII веков. В традиционных ирландских преданиях он рассматривается как создатель многих храмов.
По некоторым источникам, не является фольклорным персонажем, а действительно существовал, родившись около 560 года в Турвее (Turvey), недалеко от Малахайда, Ирландия.
В литературе, например, в стихотворении VIII века, хранящемся в монастыре в Каринтии, сообщается, что он работал для многих ирландских святых, строя церкви, молельни и колокольни. В «Житии св. Аббана» говорится, что «слава о Гоббане-строителе как из дерева, так и из камня останется в Ирландии до конца времён».
В его образ вошли черты бога и героя ирландской мифологии Гоибниу, и как «мудрейший человек в Ирландии» он стал героем цикла сказок
.
Не путать с другими святыми по имени Гобан.